# 유럽 신분제

"성직자, 기사, 그리고 노동자": 중세 프랑스의 세 계급 삽화

신분(estates of the realm)이란 프랑스 혁명 이전의 중근세 유럽(봉건시대에서 절대왕정시대까지)에서 인민을 구분한 범주다.  이러한 신분제로 구축된 중근세 유럽의 체제를 등족국가(等族國家, 독일어: Ständestaat)라고 한다.
프랑스 왕정 하의 계급은 세 가지로 구분되며, 성직자, 귀족, 평민이었다. 이것은 기독교가 지배하는 유럽에서 프랑스뿐만 아니라 중세시대나 근세에 모두 해당되는 것이었다. 요한 하위징아는 “중세의 정치적 고찰은 분명한 질서에 기반한 사회 계층을 중심으로 형성되고 있다”고 관찰하고 있다. 하위징아는 실질적으로 유사한 단어인 계급(estate)과 질서(order)는 매우 다양한 사회적 현실을 나타내며, 계층에만 국한되는 것은 아니라고 결론을 내리고, 모든 사회적 기능, 모든 교역, 모든 인지 가능한 분류에 적용을 시켰다.

## 프랑스 왕정의 신분
앙시앙 레짐(프랑스 혁명 전의 시기) 하의 프랑스는 사회를 세 가지 계층으로 분류했다. 제1신분은 ‘성직자’이며, 제2신분은 ‘귀족’, 제3신분은 ‘평민’이었다. 왕은 신분을 초월한 것으로 간주되었다.

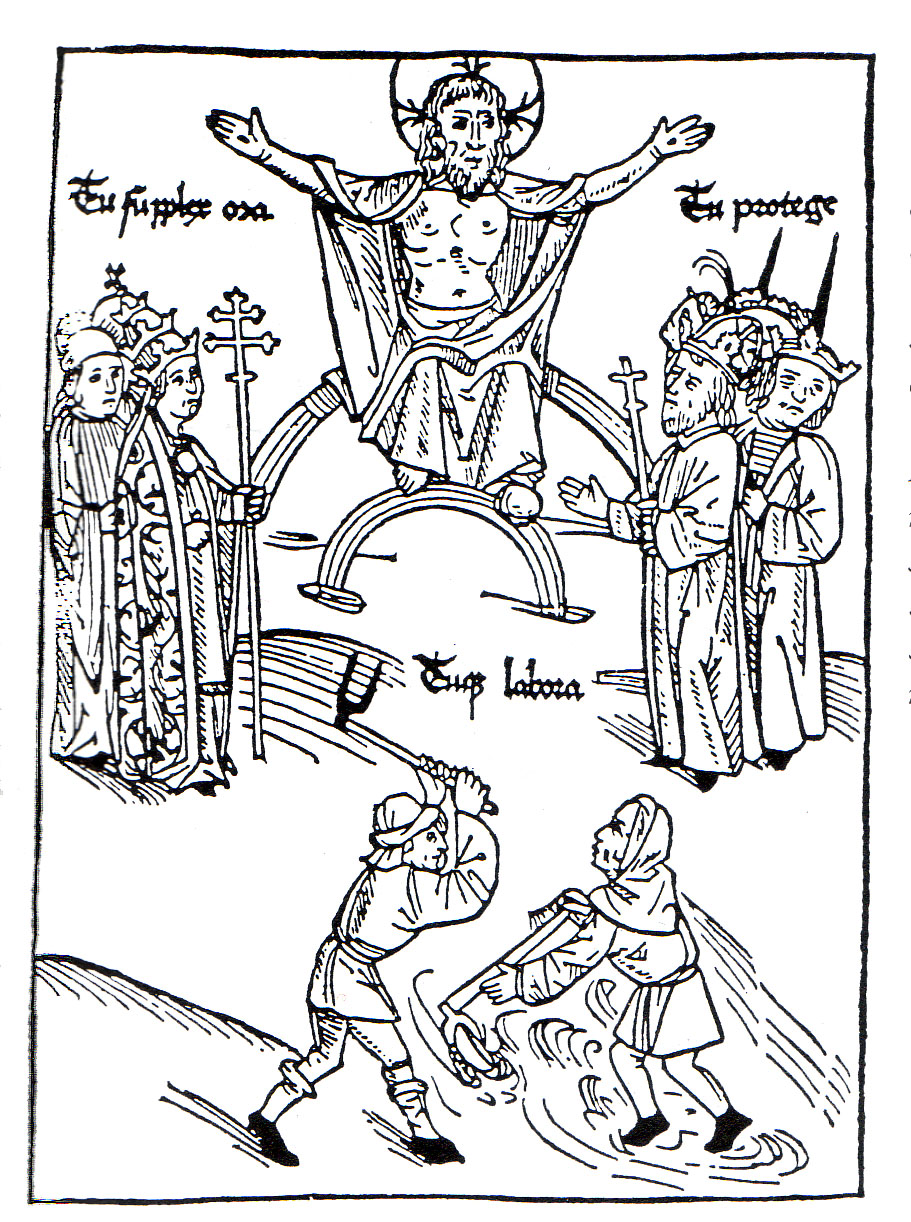
제1신분(Fr. premier état)인 성직자.

### 제1신분
제1신분은 성직자 전체로 구성되며, 전통적으로 고위 또는 하위 성직자로 나뉜다. 이 두 분류상의 구분 기준은 없지만, 고위 성직자들은 대체로 귀족 출신 성직자이며, 제2신분 가문 출신이었다. 루이 16세의 시대에는 모든 프랑스 주교는 귀족이었고, 18세기 이전에는 그런 구분이 존재하지 않았다. 나머지 하위 성직자는 본당 성직자(parish priests), 수사(monks), 수녀(nuns)로 나뉘며, 제1신분의 약 90%를 구성하고 있다. 1789년 당시에는 이들 하위성직자들은 약 13만명 가량이었으며, 전체 인구의 0.5%에 해당했다.

### 제2신분
제2신분은 프랑스 귀족과 (보편적이지는 않지만) 왕족으로 군주 자신은 이 신분 제도를 초월한 존재였다. 제2신분은 전통적으로 왕실과 시정을 하는 주요 계층인 문관 귀족(nobility of the robe)과 무관 귀족(nobility of the sword)으로 나뉘었다.
제2신분은 프랑스의 인구의 약 1.5%를 차지하였다. 앙시앙 레짐 하의 제2신분은 부역을 면제받았고, 소금세나 인두세(가장 오래된 형태의 가장 중요한 세금)와 같은 대부분의 세금을 면제받았다. 이러한 과세 면제는 그들을 개혁에 소극적으로 만든 요인이기도 하다.

### 제3신분
제3신분은 위의 두 분류에 속하지 못한 모든 이들이며, 도시민(urban)과 농촌민(rural), 두 분류로 나뉜다. 도시민에는 프랑스 인구의 8%를 차지하는 부르주아지가 포함되어 있었고, 장인과 같은 임금 노동자도 이 분류에 속하였다. 농촌민에는 소작농과 농장 신분이며 이들이 전체 인구의 90%를 차지하고 있었다.
제3신분에는 도시의 신진 부르주아지와 같은 지금의 중산층이라고 여겨지는 계층이 포함되어 있었다. 제3신분을 연대하게 해 주었던 것은 대부분 부가 축적되지 않았고, 다른 신분에 비해 불균형적으로 높은 세금을 강요당하는 것이었다.

## 같이 보기
- 제4계급
- 제5계급
- 캔터베리 이야기 (사회 세 계급의 분류가 주요 테마가 된다.)
- 카스트 제도

## 참고 서적
- Steven Kreis lecture on "The Origins of the French Revolution"
- Notes on France and the Old Regime 보관됨 2018-10-04 - 웨이백 머신
- Jackson J. Spielvogel, Western Civilization, West Publishing Co. Minneapolis, 1994 for the English-language version of the quote from Abbé Sieyès, quoted at https://web.archive.org/web/20080705192737/http://www.magnesium.net/~locutus/work/eurohist2.htm.
- http://vdaucourt.free.fr/Mothisto/Sieyes2/Sieyes2.htm for French-language original of this quotation.
- Michael P. Fitzsimmons, The Night the Old Regime Ended: August 4, 1789 and the French Revolution, Pennsylvania State University Press, 2003. ISBN 0-271-02233-7, quoted and paraphrased at https://web.archive.org/web/20041204105931/http://www3.uakron.edu/hfrance/reviews/crubaugh.html.